# Calliopsis barri
Calliopsis barri är en biart som först beskrevs av Rozen 1959.  Calliopsis barri ingår i släktet Calliopsis och familjen grävbin. Inga underarter finns listade.